# Tulita
Tulita, que en llengua slave significa «on conflueixen els rius o les aigües», és un llogaret de la regió de Sahtu, als Territoris del Nord-oest del Canadà. Antigament rebé el nom de Fort Norman. Es troba a l'aiguabarreig del riu Great Bear i el riu Mackenzie. El riu Great Bear neix al Gran Llac dels Ossos, a l'oest de Délı̨nę.
Tulita es troba en una zona boscosa. El permagel cobreix la zona, de distribució més o menys contínua. Tulita està envoltada de muntanyes on hi viu el mufló de Dall, amb les muntanyes Mackenzie a l'oest i les seves cabres blanques.

## Història
Fort Norman es va originar al segle xix com a lloc comercial de la Companyia de la Badia de Hudson i ha tingut diversos assentaments geogràfics abans de l'establiment actual.
Entre el 1863 i 1869, Fort Norman estava situat al Gran Llac dels Ossos, a poca distància a l'oest del que després es va convertir en Délı̨nę (Fort Franklin). El 1869, Nichol Taylor va traslladar Fort Norman a la seva situació actual en la confluència dels rius Mackenzie i Bear.
Fort Norman va adquirir importància durant la cursa de petroli de la dècada del 1920 al llarg del riu Mackenzie. 50 km aigües avall de la comunitat es va instal·lar el centre comercialitzador de petroli de Norman Wells. També s'ha convertit en un assentament permanent del poble dene. El 1996, el nom de Fort Norman es va canviar oficialment per Tulita.
Es pot arribar a Tulita per via aèria durant tot l'any a través de l'aeroport de Tulita. Norman Wells és el centre regional i el lloc d'origen de la majoria de vols. Una carretera d'hivern enllaça Tulita amb Wrigley i d'allà fins a la Mackenzie Highway. Hi ha accés a l'estiu amb gavarra o amb canoa des del Hay River al llarg del riu Mackenzie. El govern està buscant finançament federal per a estendre la Mackenzie Highway des de Wrigley a través de Tulita fins a Tsiigehtchic.
Tulita experimenta un clima subàrtic, segons la classificació climàtica de Köppen, amb estius generalment suaus i càlids i hiverns freds amb màximes sovint molt inferiors a zero. Les màximes nevades es produeixen els mesos d'octubre i novembre, mentre que les precipitacions es limiten als mesos més càlids.
Tulita disposa d'un hotel, un Northern Store, un destacament de la Policia Muntada del Canadà, un centre d'atenció primària, una escola, una biblioteca, un pavelló, una sala d'esbarjo i un gimnàs.

## Primeres Nacions
Els dene són la Primera Nació originària de Tulita, i un banda índia opera dins de la comunitat, la Tulita Dene First Nation, la qual és membre del Sahtu Dene Council, conjuntament amb Behdzi Ahda' First Nation, Délı̨nę First Nation i Fort Good Hope First Nation.
Els tractats de la comunitat formen part del Sahtu Agreement, que els dona la titularitat compartida de 41.437 quilòmetres quadrats de terra a la regió de Sahtu.